# Norrborn
Norrborn är en bebyggelse och industriområde norr om Bollnäs i Bollnäs socken väster om Ljusnan. För bebyggelsen har SCB avgränsat, definierat och namnsatt
Röste-Norrborns industriområde, en småort i Bollnäs kommun, Gävleborgs län.